# Pieni-Laamio
Pieni-Laamio är en sjö i kommunen Puumala i landskapet Södra Savolax i Finland. Arean är 29 hektar och strandlinjen är 4,61 kilometer lång.  Den  ingår i Vuoksens huvudavrinningsområde.  Sjön ligger omkring 57 kilometer öster om S:t Michel och omkring 240 kilometer nordöst om Helsingfors. 
I sjön finns ön Kärmesaari. 